# HS Produkt VHS
VHS (хорв. Višenamjenska Hrvatska Strojnica — многофункциональный хорватский пулемет) — хорватский автомат, выполненный по схеме булл-пап.

## История
VHS был разработан для замены автомата Zastava М70 на оружие, соответствующее стандартам НАТО. Первый вариант с патентованным газовым буфером отката затворной группы, имевший значительное внешнее сходство с TAR-21, был представлен в 2005 году.
17 апреля 2007 года министерство обороны Хорватии заказало изготовление партии автоматов для испытаний, 24 декабря 2007 года первые 40 предсерийных автоматов были представлены на полигоне в Карловац. 12 мая 2008 года было объявлено, что оружие соответствует предъявляемым требованиям и три дня спустя был подписан контракт на покупку для вооружённых сил Хорватии 1000 автоматов VHS. 
В 2013 году был представлен модифицированный вариант автомата VHS-2. В январе 2015 для вооружённых сил Хорватии закупили первые 200 автоматов VHS-2.

## Описание
Предсерийный вариант, продемонстрированный на международных выставках в 2008 году использовал вместо буфера обычную пружину, а внешне больше напоминал французский автомат FAMAS.
Автоматика с отводом пороховых газов и коротким ходом подпружиненного газового поршня. Запирание ствола производится поворотом затвора. Корпус пластиковый, есть возможность выбора направления выброса гильз (направо или налево). Рукоятка взведения затвора расположена сверху и может отгибаться в обе стороны для удобства использования. Предохранитель-переводчик режимов стрельбы расположен над спусковым крючком. Автомат имеет интегрированную ручку для переноски, в которой также расположены прицельные приспособления и на которую, как и на цевьё, возможно устанавливать планки Пикатинни. На ствол может крепиться штык-нож, также с него возможно метание винтовочных гранат.
Изначально, на первых образцах устанавливали 30-патронный магазин с корпусом из прозрачной пластмассы массой 116 грамм, но в дальнейшем автоматы начали комплектовать металлическими магазинами.
Вариант VHS-S отличается от базового VHS-D укороченным стволом и не имеет возможности метания гранат и крепления штыка.

## Страны-эксплуатанты
- Ирак: в сентябре 2014 года для испытаний в качестве одного из возможных вариантов стрелкового оружия для вооружённых сил Ирака была закуплена партия автоматов VHS[3] (это был первый экспортный контракт на поставку этих автоматов)[2]
- Сирия: VHS-D1 используется повстанческими силами.[4]
- Хорватия: предсерийные автоматы проходили испытания в 2008 году, первые серийные автоматы VHS начали поступать на вооружение в 2009 году[1]
- Иракский Курдистан:[5]